# Bahnstrecke Reftele–Gislaved
| Streckenlänge: | 18,4 km              |                                                 |                                                 |
| Spurweite: | 1435 mm (Normalspur) |                                                 |                                                 |
| Maximale Neigung: | 10 ‰                 |                                                 |                                                 |
| Minimaler Radius: | 300 m                |                                                 |                                                 |
| Streckengeschwindigkeit: | 35 km/h              |                                                 |                                                 |
| |                      |                                                 |                                                 |
| \| \| \| Bahnstrecke Gislaved–Hestra von Hestra \| \| \| \| 18,4 \| Gislaved \| Gislaved \| \| \| 17,3 \| Gyllenfors (ab 1901) \| Gyllenfors (ab 1901) \| \| \| 14,8 \| Hultabacken (1928–1940) \| Hultabacken (1928–1940) \| \| \| 13,2 \| Stormossen (1917–1925) \| Stormossen (1917–1925) \| \| \| 12,6 \| Anderstorp \| Anderstorp \| \| \| 9,7 \| Lövås (ab 1928) \| Lövås (ab 1928) \| \| \| 4,7 \| Nennesmo (ab 1911) \| Nennesmo (ab 1911) \| \| \| \| Bahnstrecke Halmstad–Nässjö von Halmstad \| \| \| \| 0,0 \| Reftele (früher Ölmestad, danach Refteled Öfre) \| Reftele (früher Ölmestad, danach Refteled Öfre) \| \| \| \| Bahnstrecke Halmstad–Nässjö nach Nässjö \| \| |                      |                                                 |                                                 |
| Strecke (außer Betrieb) |                      | Bahnstrecke Gislaved–Hestra von Hestra          | Bahnstrecke Gislaved–Hestra von Hestra          |
| Bahnhof (Strecke außer Betrieb) | 18,4                 | Gislaved                                        | Gislaved                                        |
| Blockstelle (Strecke außer Betrieb) | 17,3                 | Gyllenfors (ab 1901)                            | Gyllenfors (ab 1901)                            |
| Haltepunkt / Haltestelle (Strecke außer Betrieb) | 14,8                 | Hultabacken (1928–1940)                         | Hultabacken (1928–1940)                         |
| Blockstelle (Strecke außer Betrieb) | 13,2                 | Stormossen (1917–1925)                          | Stormossen (1917–1925)                          |
| Bahnhof (Strecke außer Betrieb) | 12,6                 | Anderstorp                                      | Anderstorp                                      |
| Haltepunkt / Haltestelle (Strecke außer Betrieb) | 9,7                  | Lövås (ab 1928)                                 | Lövås (ab 1928)                                 |
| Haltepunkt / Haltestelle (Strecke außer Betrieb) | 4,7                  | Nennesmo (ab 1911)                              | Nennesmo (ab 1911)                              |
| Abzweig ehemals geradeaus und von rechts |                      | Bahnstrecke Halmstad–Nässjö von Halmstad        | Bahnstrecke Halmstad–Nässjö von Halmstad        |
| Bahnhof | 0,0                  | Reftele (früher Ölmestad, danach Refteled Öfre) | Reftele (früher Ölmestad, danach Refteled Öfre) |
| Strecke |                      | Bahnstrecke Halmstad–Nässjö nach Nässjö         | Bahnstrecke Halmstad–Nässjö nach Nässjö         |

Die Bahnstrecke Reftele–Gislaved  war eine 18 Kilometer lange normalspurige Eisenbahnstrecke in Schweden. Sie wurde von der Halmstad–Nässjö Järnvägsaktiebolag (HNJ), einer privaten Eisenbahngesellschaft, zwischen Reftele und Gislaved erbaut.

## Geschichte
Bereits bei der Eröffnung der Hauptstrecke der Halmstad–Jönköpings Järnvägsaktiebolag (HJJ), der Bahnstrecke Halmstad–Nässjö, wurde über eine Nebenstrecke nach Gislaved gesprochen. Die Verwirklichung dieser Pläne wurde aber immer wieder wegen anderer wichtiger Projekte verschoben. 1896 plante die Nachfolgegesellschaft der HJJ, die Halmstad–Nässjö Järnvägsaktiebolag (HNJ), den Bau einer Strecke von Smålandsstenar nach Rävlanda oder alternativ von Reftele über Gislaved nach Bosebo.
Zur gleichen Zeit beantragte jedoch die  Borås–Alvesta Järnvägsaktiebolag (BAJ) eine Konzession für die gleiche Strecke. Darauf beantragte wiederum die HNJ, mit der Erteilung der Konzession zu warten, bis ihr eigener Entwurf für die Strecke Reftele–Kinna–Rävlanda fertiggestellt sei. Dies wurde abgelehnt und die Konzession für den Vorschlag der BAJ am 31. Dezember 1897 erteilt. Nunmehr beantragte die HNJ eine Genehmigung für die Strecke Reftele–Gislaved, die am 4. November 1898 erteilt wurde.
A. Qvistgaard fertigte einen Kostenvoranschlag, es war mit 626.500 Kronen zu rechnen. Die Bauarbeiten begannen am 13. November 1899 und am 22. Dezember 1901 konnte die 18,4 Kilometer lange Strecke dem öffentlichen Betrieb übergeben werden. 15 Kilometer waren mit Schienen mit einem Metergewicht von 31 kg/m errichtet worden, für weitere 3,39 Kilometer wurden Schienen mit einem Metergewicht von 28 kg/m verwendet.
Der Bahnhof in Gislaved wurde ab dem 1. November 1925 gemeinsam mit der Borås–Alvesta Järnvägsaktiebolag (BAJ) verwendet, als diese die Bahnstrecke Gislaved–Hestra in Betrieb nahm. Nach der Einstellung des Personenverkehrs wurde eine neue Güterladestelle Gislaved nya Endstation der Güterzüge von Reftele. Auf dem Bahnhofsgelände wurde eine Busstation errichtet.

## Verstaatlichung
Im Rahmen der allgemeinen Eisenbahnverstaatlichung ging die Strecke mit der HNJ am 1. Juli 1945 in Staatsbesitz über, die Betriebsführung übernahmen Statens Järnvägar.

## Stilllegung
Im Zuge des immer stärker werdenden Individualverkehres wurde der Personenverkehr auf der Strecke am 1. September 1962 eingestellt. Fast 30 Jahre später war auch der Güterverkehr zu Ende. Auf dem Streckenabschnitt Anderstorp–Gislaved nya
fuhr am 8. Januar 1990 und zwischen Reftele und Anderstorp am 30. September 1990 der letzte Zug.
Der Abschnitt Gislaved–Gislaved nya wurde 1982 abgebaut, zwischen Gislaved nya und Anderstorp wurden die Gleise teilweise 1992 sowie der Rest 1996 entfernt.